# 汉斯·埃克施泰因
汉斯·埃克施泰因（德語：Hans Eckstein，1908年12月15日—1985年3月15日），德国男子水球运动员。他曾代表德国参加1932年夏季奥林匹克运动会水球比赛，获得一枚银牌。他曾在1953年至1954年担任东德男子水球队教练。